# Cantone di Rumigny
Il Cantone di Rumigny era una divisione amministrativa dell'arrondissement di Charleville-Mézières.
A seguito della riforma approvata con decreto del 21 febbraio 2014, che ha avuto attuazione dopo le elezioni dipartimentali del 2015, è stato soppresso.

## Composizione
Comprendeva i comuni di:
- Antheny
- Aouste
- Aubigny-les-Pothées
- Blanchefosse-et-Bay
- Bossus-lès-Rumigny
- Cernion
- Champlin
- L'Échelle
- Estrebay
- La Férée
- Flaignes-Havys
- Le Fréty
- Girondelle
- Hannappes
- Lépron-les-Vallées
- Liart
- Logny-Bogny
- Marby
- Marlemont
- Prez
- Rouvroy-sur-Audry
- Rumigny
- Vaux-Villaine